# Tallinn-Tartu Grand Prix 2011
Il Tallinn-Tartu Grand Prix 2011, decima edizione della corsa, valido come evento dell'UCI Europe Tour 2011 categoria 1.1, si svolse il 27 maggio 2011 su un percorso totale di 180 km. Fu vinto dall'italiano Angelo Furlan, che terminò la gara in 4h41'40".
Al traguardo 106 ciclisti portarono a termine il percorso.

## Ordine d'arrivo (Top 10)
| Pos. | Corridore       | Squadra        | Tempo    |
| ---- | --------------- | -------------- | -------- |
| 1    | Angelo Furlan   | Christina Wat. | 4h41'40" |
| 2    | Jonas Ahlstrand | Cykelcity      | s.t.     |
| 3    | Alexandre Blain | Endura Racing  | s.t.     |
| 4    | Jaan Kirsipuu   | Champion Sys.  | s.t.     |
| 5    | Alo Jakin       | CC Villeneuve  | s.t.     |
| 6    | Viktor Manakov  | Russia         | s.t.     |
| 7    | Erki Pütsep     | Alpha Baltic   | s.t.     |
| 8    | Toms Skujiņš    | Vélo           | s.t.     |
| 9    | Gert Jõeäär     | CC Villeneuve  | s.t.     |
| 10   | Vytautas Kaupas | Differdange    | s.t.     |